# 杨怀庆
杨怀庆（1939年2月—2012年12月12日），山东寿光人。1958年1月入伍参加中国人民解放军，海军上将军衔。

## 简历
1958年1月入伍，参加中国人民解放军，进入海军部队，一直在东海舰队服役。入伍后在东海舰队的护卫舰上做机电兵，因小有文化，后任文化干事。1960年5月加入中国共产党。后调入机关，在东海舰队护卫舰六支队政治部组织科担任干事。文化大革命期间残酷斗争非走资本主义道路的原东海舰队司令陶勇并致其死亡。1970年任海军东海舰队干部部干事，1972年4月升任副科长，1979年3月升任科长，1981年9月升任东海舰队干部部副部长，1983年6月任部长。1985年8月，任海军东海舰队舟山基地政治部主任。1987年入中共中央党校学习。1988年1月毕业回部队，任舟山基地副政委。1988年7月升任海军舟山基地政委，同年9月被授予海军大校军衔。1990年6月杨怀庆升任海军政治部副主任，7月晋升海军少将军衔，1992年11月升任海军政治部主任，1993年12月任中国人民解放军海军副政委。1994年7月晋升为海军中将。1994年9月进入中国人民解放军国防大学学习，同年12月毕业。1995年7月起任中国人民解放军海军政委，党委第一书记，成为海军第八任政治委员。是年，参与组织中国海军黄海大演习。2000年6月晋升海军上将軍銜。2003年5月，海军361潜艇失事，杨怀庆与时任海军司令员石云生一道被免职，同时退出现役。
中共第十五屆、第十六届中央委員。
| 中国人民解放军海军职务 | 中国人民解放军海军职务                                  | 中国人民解放军海军职务 |
| ---------------------- | ------------------------------------------------------- | ---------------------- |
| 前任： 李中文          | 中国人民解放军海军舟山基地政治委员 1988年7月－1990年6月 | 繼任： 严尔益          |
| 前任： 周坤仁          | 中国人民解放军海军政治委员 1995年7月－2003年6月         | 繼任： 胡彦林          |